# دیترویت پیستونز
دیترویت پیستونز ( به انگلیسی :  Detroit Pistons ) یکی از تیم های حاضر در لیگ ملی بسکتبال آمریکاست و در ایالت میشیگان، شهر دیترویت قرار دارد. دیترویت پیستونز به عنوان یکی از تیم های بخش مرکزی کنفرانس شرق (Eastern Conference Central Division) در اتحادیه ملی بسکتبال (National Basketball Association ‘ NBA ‘) به رقابت می‌پردازد. ورزشگاه خانگی این تیم، ورزشگاه لیتل سیزرز یا سزارهای کوچک (به انگلیسی : (Little Caesars Arena) نام دارد. دیترویت پیستونز در سال 1941 در ایالت ایندیانا، شهر فورت وین (Fort Wayne, Indiana) تحت عنوان Fort Wayne (Zollner) Pistons تاسیس گردید. در آن سال‌ها به عنوان یکی از تیم های حاضر در لیگ ملی بسکتبال (به انگلیسی :National Basketball League (NBL) به رقابت می‌پرداخت و دو سال پیاپی در سالهای 1944 و 1945 به قهرمانی آن رقابت‌ها دست پیدا کرد. سپس در سال 1948 به عضویت رقابت‌های اتحادیه بسکتبال آمریکا (به انگلیسی : Basketball Association of America (BAA) درآمد. سال بعد، در 1949، لیگ ملی بسکتبال (NBL) و اتحادیه بسکتبال آمریکا (BAA) با یکدیگر ادغام گردیده و اتحادیه ملی بسکتبال (NBA) را بوجود آوردند [1][7] ، فورت وین پیستونز نیز به عضویت این اتحادیه تازه تاسیس درآمد. در سال 1957، این تیم به شهر دیترویت منتقل گردید. دیترویت پیستونز تا کنون 3 مرتبه موفق به کسب عنوان قهرمانی در NBA شده است : دو سال پیاپی در سال‌های 1989 و 1990 و سومین قهرمانی در سال 2004.      

## نگارخانه

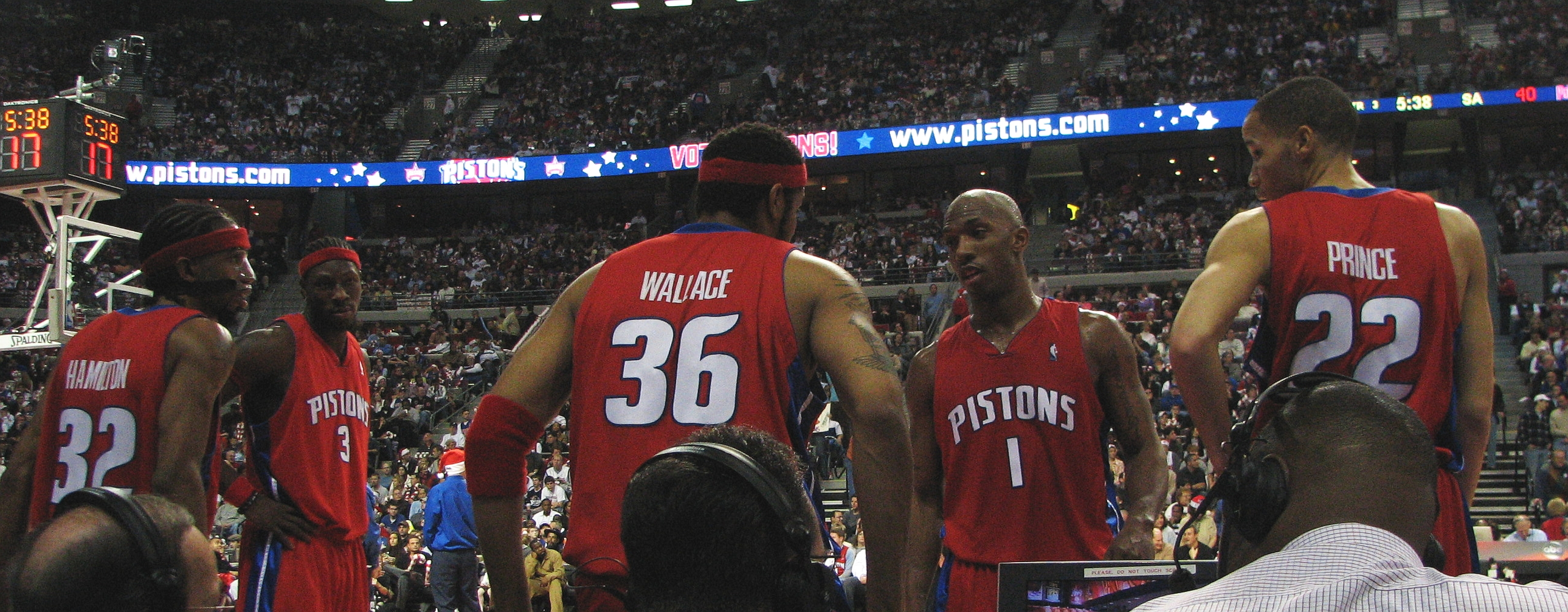
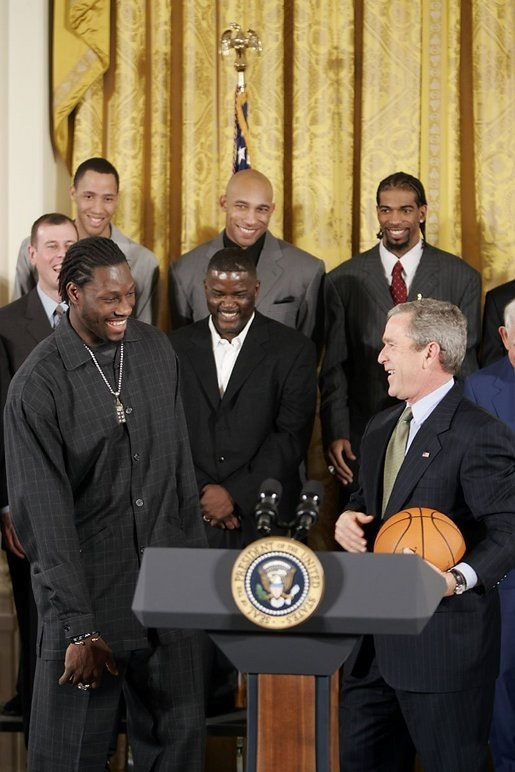
تیم پیستونز در میهمانی در کاخ سفید پس از قهرمانی در فصل ۲۰۰۴ لیگ ان بی ای
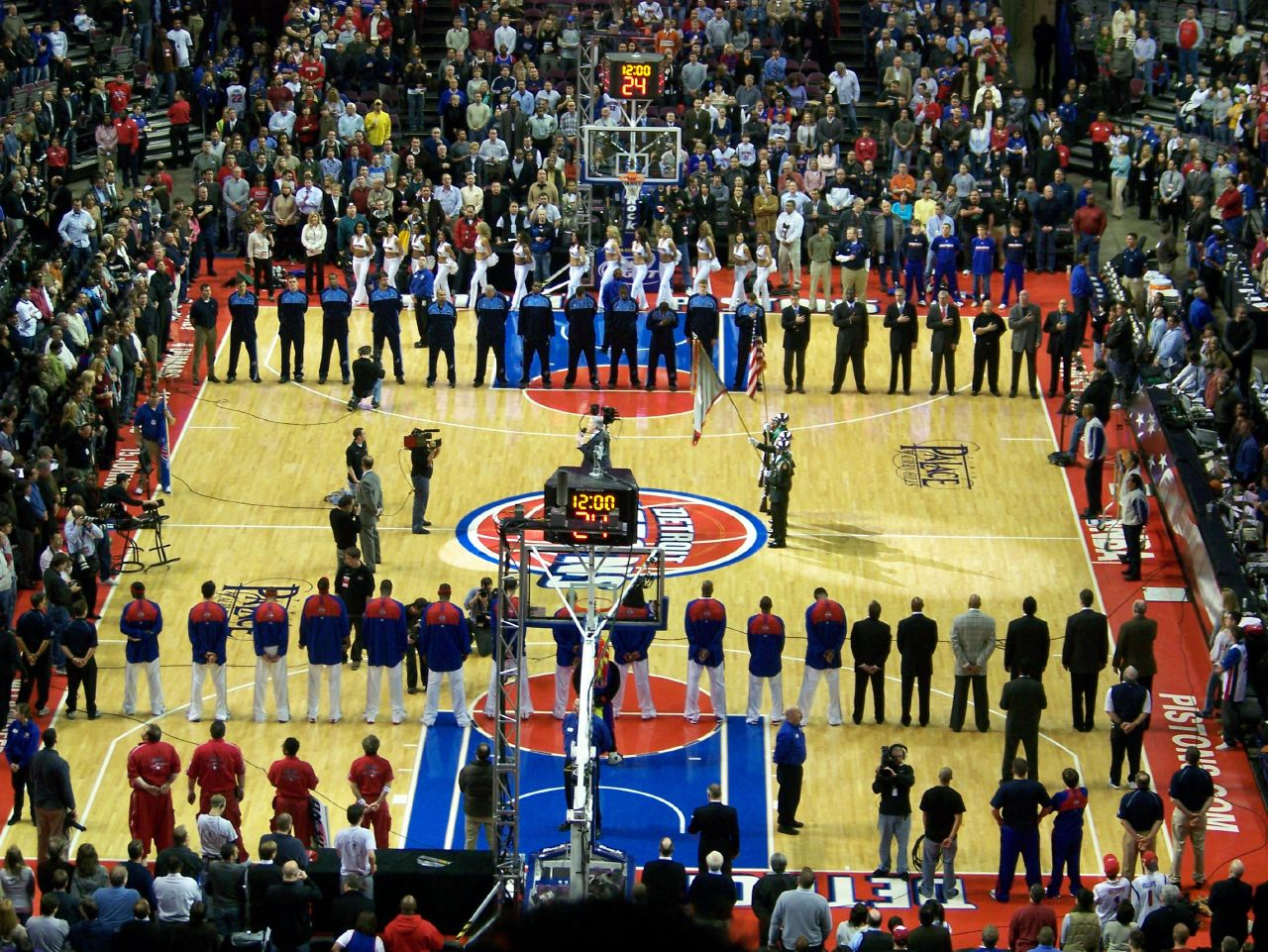
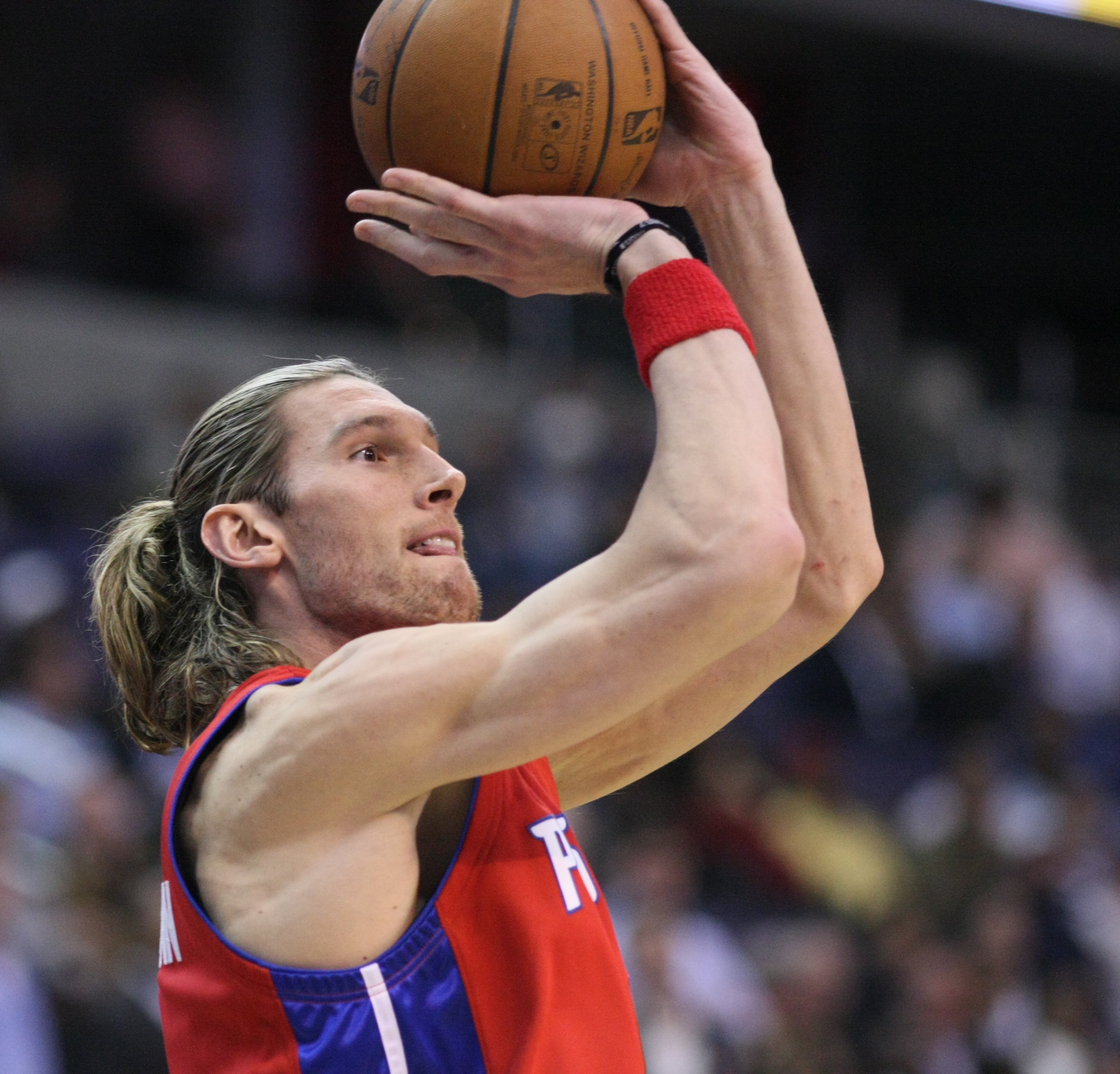

## بازیکنان

### بازنشسته
از بازنشستگان بزرگ این تیم می‌توان دنیس رادمن و نیز رشید والاس را نام برد که به ترتیب در قهرمانی سال ۱۹۸۹ و ۲۰۰۴ این تیم نقش مهمی را ایفا کردند.

## طرفداران
در میان مشاهیر، کید راک و امینم از طرفداران بزرگ این تیم محسوب می‌گردند.